# Plánování potřeby materiálu
Plánování potřeby materiálu (ve zkratce MRP z anglického material requirements planning, česká zkratka se nepoužívá) je označení systému určeného pro výrobní podniky a umožňujícího detailně plánovat a řídit jejich celou výrobu a nakupování všeho, co pro ni budou potřebovat. Takové plánování musí vycházet z velikého množství vstupních údajů, a je proto zvládnutelné jen na výkonných počítačích. Pojmem MRP se označuje nejen systém tohoto plánování, ale rovněž software, který je technicky provádí.

## Historie
Za duchovního otce MRP je považován Joseph Orlicky (1922–1986); byl to Čech, který emigroval do USA po druhé světové válce. Ačkoli měl doktorát z Karlovy univerzity (právo a ekonomie), uměl jen velmi málo anglicky a musel přijmout místo pomocného dělníka v továrně. Rychle ale postupoval. Získal titul MBA na univerzitě v Chicagu a ve firmě J. I. Case Company (výrobce traktorů a zemědělských strojů ve Wisconsinu) patřil k výrobnímu managementu. Uvědomil si, že parametry počítačů té doby už umožňují jejich využití k podpoře řízení složité výroby. Roku 1961, už jako výrobní ředitel, vedl u Case tým, který vyvinul a prakticky ověřil plánovací systém MRP; rok nato přestoupil do IBM a učil manažery jejích klientů, jak se schopností počítačů dá využít pro řízení zásob a výroby.
Orlicky měl předchůdce, kteří už v roce 1959 s počítačovým MRP experimentovali, ale teprve on předstoupil se svým řešením před svět výroby a přesvědčil ho o jeho přednostech. Jeho vystoupení na konferenci APICS v Cincinnati v roce 1970 vytvořilo základ konceptu nezávislých a závislých požadavků (viz vysvětlení níže). Jemu se také připisuje autorství časově fázovaného plánování. Léta 1975 vydal knihu Material Requirements Planning, která se v upravené podobě vydává dodnes. V předmluvě k vydání z roku 2011 je označena jako „trvalá reference pro příští generace výrobářů a výrobních manažerů“.
V roce 1975 mělo MRP implementované asi 700 podniků, roku 1981 to bylo už kolem 8 000 podniků. Zpracování probíhalo na sálových počítačích, obvykle jednou týdně, data se zadávala pomocí děrných štítků a výsledky lidé dostávali na tištěných sestavách.

## Princip MRP
Princip fungování MRP je znázorněn na připojeném obrázku. Podnikové vedení sestavuje hlavní plán výroby a v něm určuje, jaké výrobky se budou v příštím období vyrábět, kolik jich bude a kdy musí být hotové, aby je bylo možno expedovat k zákazníkům.

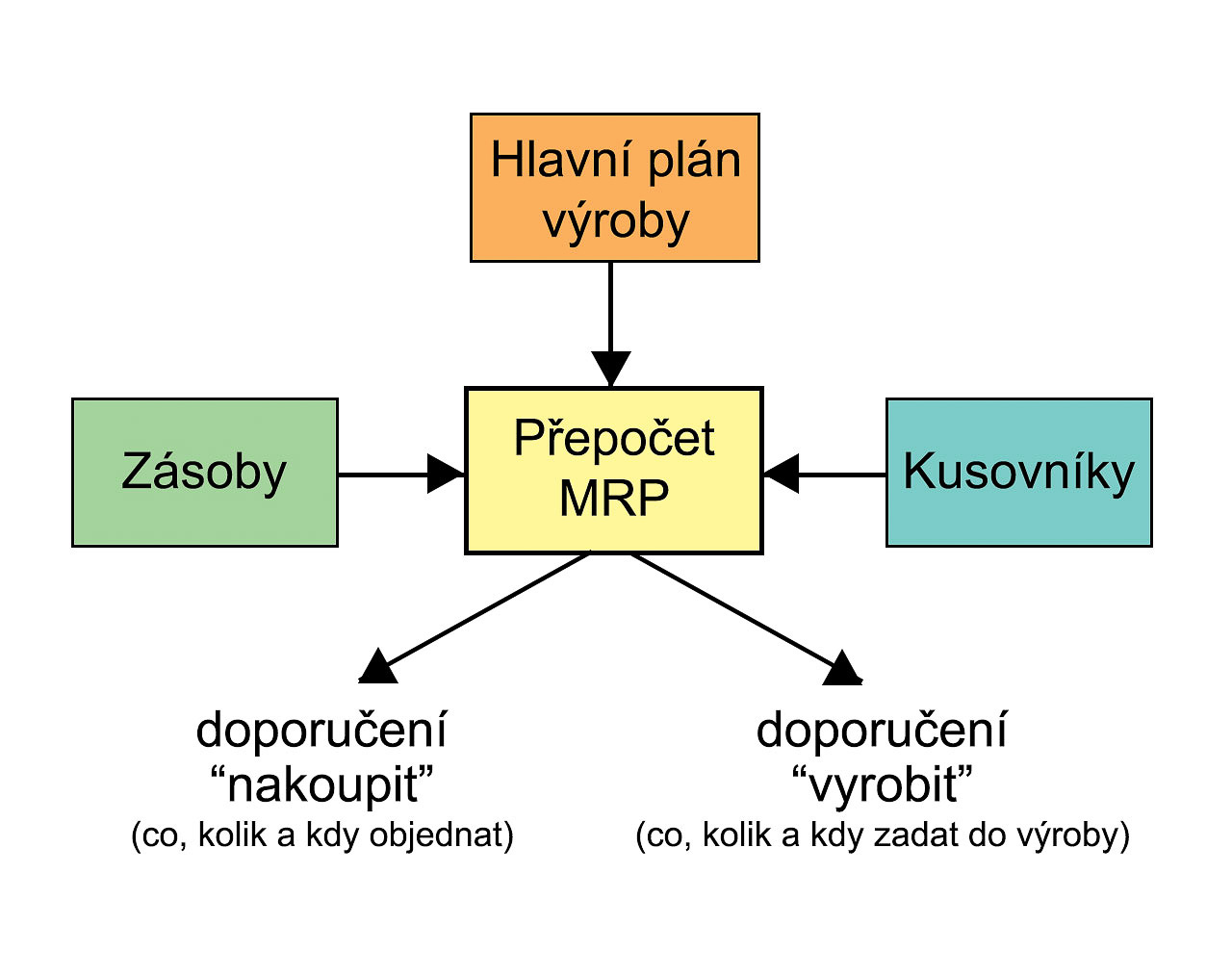
Zjednodušené schéma MRP

Pro jejich výrobu budou zapotřebí různé „materiály“; v MRP má slovo materiál širší význam než v běžném jazyce; není to jen vstupní materiál (plechy, trubky, dráty, apod.), ale i všechny další ve výrobě potřebné a postupně používané díly, podsestavy a nakonec i finální výrobky. Materiál v tomto slova smyslu tedy představuje kvantum položek a u každé z nich podnik musí rozhodnout, jestli ji bude někde nakupovat nebo jestli si ji bude sám ve svých dílnách vyrábět. Ke každé vyráběné položce samozřejmě musí mít výrobní dokumentaci, jejíž důležitou součástí je kusovník.
Přepočet MRP se spouští periodicky, týdně nebo i denně. Plánovací algoritmus MRP při tom prochází položky v hlavním plánu jednu po druhé, u každé prohlédne její kusovník a zjišťuje, z jakých jiných položek se skládá, protože ty budou zapotřebí pro konečnou montáž daného výrobku. Tyto potřebné dílčí položky ovšem mohou být složitější a samy mít své vlastní kusovníky, takže se vše musí opakovat tak dlouho, dokud se ve všech nalezených kusovnících nedojde až do nejhlubší úrovně.
Takto si MRP vytvoří seznam všech položek potřebných pro splnění daného plánu výroby. Pro každou z nich má zjištěno jaké množství a v jakých termínech je nutné zajistit. V databázi má u každé položky uvedeno, jestli se nakupuje nebo vyrábí, a také jak dlouho příslušný proces trvá (tzv. průběžnou dobu položky). V evidenci zásob MRP ještě ověří, jestli nebude možné některé potřeby pokrýt z podnikových skladů, a pro zbytek vydá soupis doporučení: nákupčím navrhne co, v jakém množství a kdy mají objednat, a vedoucím výroby co, v jakém množství a kdy mají uvolnit do výroby; MRP samo ovšem podnik neřídí, rozhodovat musí i nadále lidé. Když člověk doporučení přijme, systém vystaví objednávku nákupu nebo výrobní příkaz. Přestože je hlavní plán sestaven na delší období, třeba na půl roku, doporučení navrhovaná nákupčím a plánovačům se týkají jen toho, co se má udělat právě teď. Na to, co bude později, je zatím čas.
Požadavky do hlavního plánu výroby se zadávají ručně podle pokynů schválených ve vedení, a proto jsou označovány jako nezávislé požadavky. Požadavky na všechny ostatní potřebné položky už MRP odvozuje automaticky, způsobem popsaným výše. Jsou to tedy závislé požadavky. Nezávislé požadavky se mohou změnit pouze ručním zásahem do hlavního plánu; závislé požadavky se mohou změnit při každém přepočtu MRP. Je jich vždy mnoho, jsou ukryty v databázi MRP a není třeba se o ně starat; to dělá systém MRP sám. Požadavek na pořízení nakupované položky je splněn ve chvíli, kdy objednané zboží dorazí do podniku a je zaskladněno. Požadavek na vyráběnou položku je splněn tehdy, když je dokončena její výroba, probíhající podle vystaveného výrobního příkazu. Informace o tom, že se tak stalo, musí pověření pracovníci do systému vždy zadat.
Samozřejmě ve skutečnosti je logika MRP mnohem složitější a zde uvedené vysvětlení je hodně zjednodušené. Avšak i z něj je vidět, že cílem MRP a jeho časově fázovaného plánování je zajistit, aby vše bylo hotovo včas, ale zároveň pokud možno „až na poslední chvíli“; správné využívání MRP proto vede ke snížení zásob ve skladech i v rozpracované výrobě, které jinak podniku vážou značné finanční prostředky.

## Terminologie
Výkonné počítače a software typu MRP dokážou zvýšit ekonomickou prosperitu podniků. Ovšem v době studené války nebylo v zájmu západních zemí pomáhat socialistickému bloku k rozvoji, proto obě tyto komodity podléhaly embargu (CoCom) a nedaly se do Československa dovážet. Když bylo po roce 1989 embargo zrušeno, mohly české podniky najednou využívat širokou nabídku informačních systémů, obsahujících i logiku MRP. Tyto systémy od různých dodavatelů vesměs používaly shodnou anglickou terminologii, která se během doby ustálila, a jejíž základy položil Joseph Orlicky a jeho kolegové a následovníci. Tato terminologie je také kompletně obsažena ve výkladovém slovníku odborné společnosti APICS (American Production and Inventory Control Society).
Dokumentaci k těmto systémům bylo potřeba rychle přeložit do češtiny, bohužel překladatelé různých systémů se neměli čeho držet, protože v té době nebyla žádná takto zaměřená kvalitní učebnice ani monografie (třeba kniha Josepha Orlického) do češtiny přeložena. Nutně tedy došlo k tomu, že řada speciálních pojmů byla do různých systémů přeložena různě. Když se dnes jejich uživatelé chtějí spolu domluvit, většinou se musí držet anglických originálů, na kterých se naštěstí všechny systémy shodnou. Až léta 2000 byl pro zájemce vydán omezený český Výkladový slovník podnikových informačních systémů, používaný při psaní tohoto článku.

## MRP II
V 70. letech dvacátého století počet implementací MRP hlavně v USA rychle narůstal a zkušenosti s nimi potvrzovaly přednosti nasazení počítačových systémů ve výrobních podnicích. Počátkem následující dekády přišel Američan Oliver Wight s označením MRP II pro vylepšenou a rozšířenou verzi. Byly do ní integrovány další funkce potřebné pro řízení podniku, například podnikové finance, majetek, prodej, personalistika; to bylo v souladu se stále rostoucím významem počítačů ve firmách a výrobci softwaru se rychle přizpůsobili. Systémy MRP II jsou vesměs koncipovány modulárně a tyto další funkce v nich tvoří samostatné moduly.
Součástí systému zůstalo i MRP, které bylo vylepšeno o kapacitní plánování. MRP tak, jak bylo výše popsáno, má jeden zřejmý nedostatek. Při plánování výroby totiž nestačí zajistit, že v okamžiku potřeby budou k dispozici všechny materiály. Aby se materiály daly ve výrobě použít, je ještě nutné, aby v tu chvíli byly v dílně volné potřebné stroje a taky jejich obsluha, tj. kvalifikovaní dělníci.
MRP vychází pouze z průběžných dob všech položek. Plánuje třeba, že v pondělí v 8 hodin výroba požadovaného množství položky (ve velikosti dávky) začne a ve čtvrtek v 15 hodin skončí. Nestará se o to, že v technologickém postupu jsou předepsané tři operace, první na soustruhu (trvá 8,5 h), druhá na horizontce (3 h) a třetí na frézce (6 h), takže má-li se daná průběžná doba stihnout, musí tyto stroje a jejich obsluha v těchto dnech pro tento výrobní příkaz mít volné kapacity. MRP II má ve své databázi vedle kusovníků i technologické postupy a s jejich pomocí je schopné provádět i kapacitní propočty. Případné konflikty sice samo neřeší, ale plánovače na ně předem upozorní, což představuje významnou pomoc. Pravidlem bývá ještě jedno vylepšení, které rovněž vychází z technologických postupů, a to je kalkulace výrobních nákladů.
Zkratka MRP II zcela záměrně ukazuje, že se jedná o pokračování úspěšného MRP. Nejde v něm však jen o pouhé plánování potřeby materiálu, ale navíc i o plánování strojů, lidí a finančních prostředků. To vše dohromady se dá pojmenovat slovem zdroje, a proto zde ke zkratce patří jiný název: Manufacturing Resource Planning, česky Plánování výrobních zdrojů.
Také MRP II se nejprve provozovalo na sálových počítačích, se vstupy přes děrné štítky a výstupy tištěnými na papír, avšak koncem 80. let už nastupovaly systémy pracující v prostředí klient–server, které postupně zcela převládly. Dnes se bere jako samozřejmost, že podnikoví uživatelé mají přímý přístup k systému ze své klientské stanice a dostávají od něj okamžitou odezvu. Přepočet MRP se sice stále spouští jako dávková úloha, neboť vzhledem k velikému množství zpracovávaných dat i na výkonných serverech zabere několik hodin, ale všechny uživatelské (databázové) transakce probíhají způsobem on-line. Uživatelé těmito transakcemi do systému zadávají data (třeba skladník zadává příjmy a výdeje ze skladu) a také z něj získávají informace (třeba plánovač prochází soupis doporučení MRP a některé jeho návrhy přitom hned potvrzuje).

## ERP
Do MRP II byly v průběhu 80. let integrovány další možnosti a moduly, a byly natolik univerzální, že jejich funkce pokrývaly potřeby většiny podniků, ne jen těch výrobních. Úspěšná zkratka byla ještě jednou obměněna. S návrhem nového označení přišel Gartner v roce 1990; MRP se změnilo na ERP a z Plánování výrobních zdrojů se tak stalo Enterprise Resource Planning, česky Plánování podnikových zdrojů. Obecnější název se ujal, výrobci softwaru své produkty začali označovat ERP a zkratka MRP II se prakticky přestala používat. Za implementaci a údržbu těchto systémů se ročně utrácejí miliardy dolarů. Více informací naleznete v samostatném článku ERP.

## Kritika MRP
Koncept MRP je starý už přes půl století, ale přesto je pořád součástí moderních podnikových informačních systémů; v těch však bývají obsaženy i moduly využívající jiné metody, které se pro plánování a řízení výroby rovněž dají využít, například kanban a výroba JIT obecně nebo systémy pokročilého plánování (APS).
MRP za dobu své existence ovšem nasbíralo kromě úspěchů a ocenění i mnoho kritiky, stačí se rozhlédnout po internetu. Jedna skupina kritiků považuje za nevýhody to, že jeho implementace je nákladná a zdlouhavá, a že provozování klade vysoké nároky na personál, který musí trvale pečovat o přesnost velkého množství dat, což je dlouhodobě obtížné. Stejné problémy jsou však s každým informačním systémem. Druhou skupinu tvoří odborné výhrady vůči některým vlastnostem algoritmu MRP, jejichž rozbor je mimo možnosti tohoto článku (neměnná velikost výrobních dávek, pevné průběžné doby, aj.).
Zatímco podle některých kritiků jsou výhody MRP systémů omezené, jejich stálé místo v současných ERP naznačuje, že pro mnoho podniků ještě dlouho zůstanou důležitým plánovacím nástrojem.